# Acanthurus tennentii
Acanthurus tennentii е вид лъчеперка от семейство Acanthuridae. Видът е незастрашен от изчезване.

## Разпространение и местообитание
Разпространен е в Британска индоокеанска територия, Джибути, Йемен, Индия (Андамански и Никобарски острови), Индонезия, Кения, Кокосови острови, Коморски острови, Мавриций, Мадагаскар, Майот, Малайзия, Малдиви, Мианмар, Мозамбик, Оман, Остров Рождество, Реюнион, Сейшели, Тайланд, Танзания, Френски южни и антарктически територии (Нормандски острови), Шри Ланка и Южна Африка.
Среща се на дълбочина от 0,6 до 25 m, при температура на водата около 26,2 °C и соленост 34,8 ‰.

## Описание
На дължина достигат до 31 cm.
Популацията им е стабилна.